# St. Gertrud (Dingelstädt)

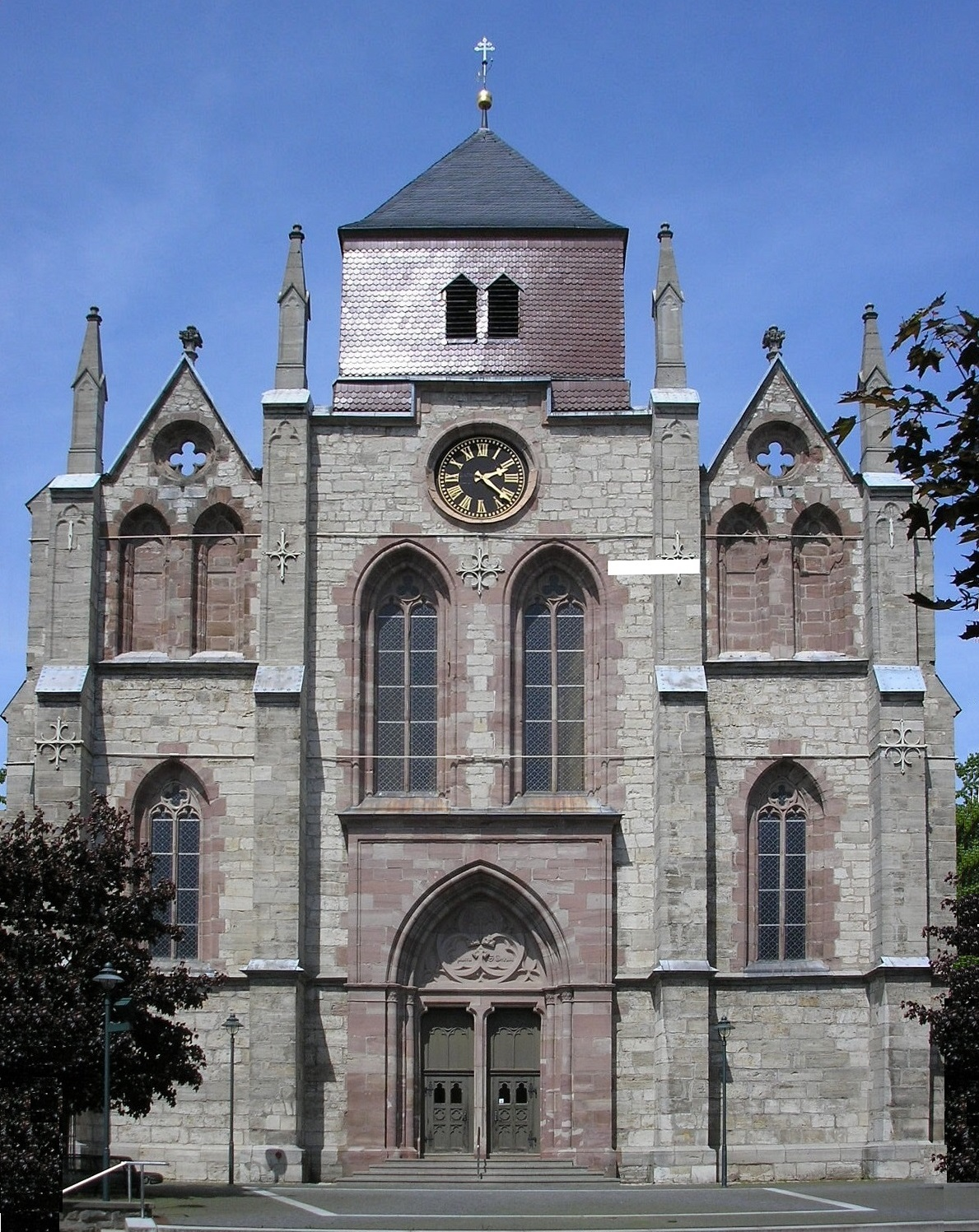
St. Gertrud, Portalfassade

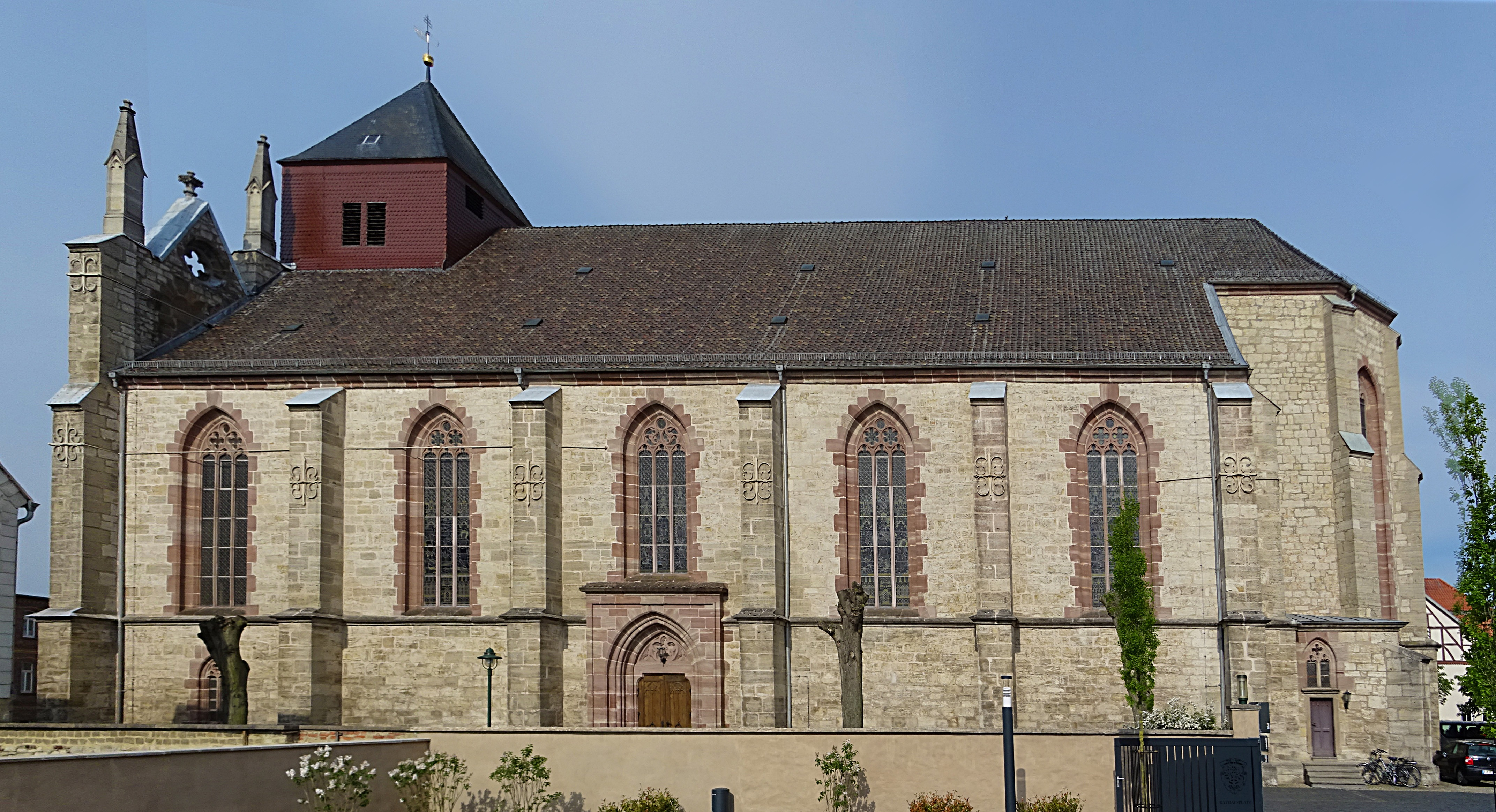
Ansicht von Osten

Die römisch-katholische Pfarrkirche St. Gertrud steht inmitten von Dingelstädt im thüringischen Landkreis Eichsfeld. Sie ist die Pfarrkirche der Pfarrei St. Gertrud Dingelstädt im Dekanat Dingelstädt des Bistums Erfurt. Sie trägt das Patrozinium der heiligen Gertrud von Nivelles.

## Geschichte
Dingelstädt, das im 9. Jahrhundert erstmals urkundlich erwähnt ist, dürfte von Anfang an eine dörfliche Pfarrkirche besessen haben. Ob es diese oder bereits ein Nachfolgebau war, der 1607 erweitert wurde und 1688 einem Brand zum Opfer fiel, ist unbekannt. Unter Einbeziehung älterer Mauerreste entstand Ende des 17. Jahrhunderts eine neue Kirche, die durch das Bevölkerungswachstum Anfang des 19. Jahrhunderts wieder zu klein geworden war. In den Jahren 1852 bis 1855 wurde die heutige Kirche gebaut.

## Architektur
St. Gertrud ist eine neugotische dreischiffige Hallenkirche mit Kreuzgratgewölben, massiven achteckigen Säulen, großen Maßwerkfenstern und einem eingezogenen 3/8-Chor, der wegen des Grundstückszuschnitts nach Norden weist. Die Gesamtlänge beträgt 50, die Breite 22, die Höhe über dem Hauptportal 21 Meter. Aufwändig ist die Schaufassade im Süden gestaltet. Ihre dreifache vertikale Gliederung mit zwei Seitengiebeln spiegelt die Dreischiffigkeit des Langhauses wider. Über dem Portal steht der quadratische Turm, von dem jedoch nur ein provisorisches Basisgeschoss mit flachem Zeltdach ausgeführt ist.

## Ausstattung
Der Innenraum ist teils steinsichtig, teils hell verputzt. Sparsame Farbkonturen betonen die Architekturgliederung.
Im Chorbogen hängt eine Kreuzigungsgruppe. Den Tabernakel flankieren die Statuen der heiligen Elisabeth von Thüringen und des heiligen Bonifatius. An den Säulen befinden sich Apostelfiguren sowie der heilige Martin, der Patron des Eichsfeldes, und der heilige Liborius als Erinnerung an die frühere Zugehörigkeit zum Erzbistum Paderborn.
An den Pfeilern des Hauptschiffes befinden sich Darstellungen der Apostel Jakobus, Philippus, Bartholomäus und Matthäus, sowie der Apostelnachfolger Martin (Patron des Eichsfeldes) und Liborius (Patron des Bistums Paderborn, zu dem das Eichsfeld lange Zeit gehörte). Diese Figuren wurden von dem Münchener Bildhauer Keil gefertigt.
Der rechte Seitenaltar ist der Hl. Gertrud von Nivelles geweiht, der linke Seitenaltar ist Maria, der Mutter Jesu, geweiht.

### Buntglasfenster
Die originalen Buntglasfenster aus den 1880er Jahren sind erhalten. Die drei Chorfenster zeigen in neun Bildfeldern Szenen aus dem Marienleben und der Kindheitsgeschichte Jesu. Das mittlere Chorfenster wurde 1883 geschaffen; es zeigt die Geburt Jesu, die Anbetung der Könige und Maria Reinigung. Die flankierenden Fenster wurden 1884 geschaffen. Das rechte Chorfenster zeigt die „Verlobung“ Maria und Josef, die Verkündigung Mariens sowie die Heimsuchung. Das linke Chorfenster zeigt die Aufforderung zur Flucht, die Flucht nach Ägypten und den 12-jährigen Christus im Tempel.
Die acht Langhausfenster veranschaulichen die Seligpreisungen.

## Orgel
Mit 45 Registern auf drei Manualen, über 3000 Pfeifen und einem Pedal ist die Orgel in St. Gertrud die größte im Eichsfeld. Sie wurde 1932/33 von der Firma Feith, Paderborn (ehem. Franz Eggert), erbaut. Gestiftet wurde die Orgel zu guten Teilen von dem damaligen Dingelstädter Dechanten Christoph Leineweber, der aus einer wohlhabenden Familie kam. Nach verschiedenen Veränderungen wurde die Orgel zwischen 2006 und 2009 von der Firma Karl Brode, Heiligenstadt, originalgetreu restauriert.
 

Spieltisch, Pfeifenwerk und Windladen sind original aus dem Jahr 1932 erhalten, wodurch die Dingelstädter Orgel heute als eine der ganz wenigen erhaltenen Generalschwellwerksorgeln von Feith gilt, von denen das Orgelbauunternehmen in der ersten Hälfte des 20. Jahrhunderts mehrere Hundert erbaute. Das prächtige neugotische Gehäuse ist reine Fassade, sämtliche Prospektpfeifen sind stumm. Das Gehäuse geht auf die 1880 erbaute Vorgängerorgel von Louis Krell zurück.
| I Hauptwerk C–g3 |                  |        |
| 01.              | Bordun           | 16′    |
| 02.              | Principal        | 08′    |
| 03.              | Viola di Gamba 0 | 08′    |
| 04.              | Dulciana         | 08′    |
| 05.              | Flaut major      | 08′    |
| 06.              | Oktave           | 04′    |
| 07.              | Rohrflöte        | 04′    |
| 08.              | Oktave           | 02′    |
| 09.              | Mixtur-Cornett   | 02 ⁄3′ |
| 10.              | Trompete         | 08′    |

| II Schwellwerk C–g3 |                   |        |
| 11.                 | Prinzipal minor 0 | 8′     |
| 12.                 | Salicional        | 8′     |
| 13.                 | Tibia             | 8′     |
| 14.                 | Quintatön         | 8′     |
| 15.                 | Fugara            | 4′     |
| 16.                 | Großterzian II    | 3 1⁄5′ |
| 17.                 | Rauschquinte II   |        |
| 18.                 | Klarinette        | 8′     |

| III Schwellwerk C–g3 |                  |         |
| 19.                  | Stillgedackt     | 16′     |
| 20.                  | Geigenprinzipal  | 08′     |
| 21.                  | Soloflöte        | 08′     |
| 22.                  | Aeoline          | 08′     |
| 23.                  | Vox coelestis    | 08′     |
| 24.                  | Lieblich Gedackt | 08′     |
| 25.                  | Blockflöte       | 04′     |
| 26.                  | Konzertflöte     | 04′     |
| 27.                  | Quintflöte       | 02 ⁄3′  |
| 28.                  | Nachthorn        | 02′     |
| 29.                  | Terzflöte        | 01 3⁄5′ |
| 30.                  | Glöckchen        | 01′     |
| 31.                  | Flötencornett    | 08′     |
| 32.                  | Mixtur           | 02 ⁄3′  |
| 33.                  | Tuba             | 08′     |
| 34.                  | Oboe             | 08′     |
|                      | Tremolo          |         |

| Pedalwerk C–f1 |               |         |
| 35.            | Contrabass    | 32′     |
| 36.            | Violon        | 16′     |
| 37.            | Subbass       | 16′     |
| 38.            | Gedacktbass   | 16′     |
| 39.            | Quintbass     | 10 2⁄3′ |
| 40.            | Cello         | 08′     |
| 41.            | Flötbass      | 08′     |
| 42.            | Choralbass    | 04′     |
| 43.            | Weitpfeife    | 02′     |
| 44.            | Pedalmixtur V |         |
| 45.            | Posaune       | 16′     |

- Koppeln:

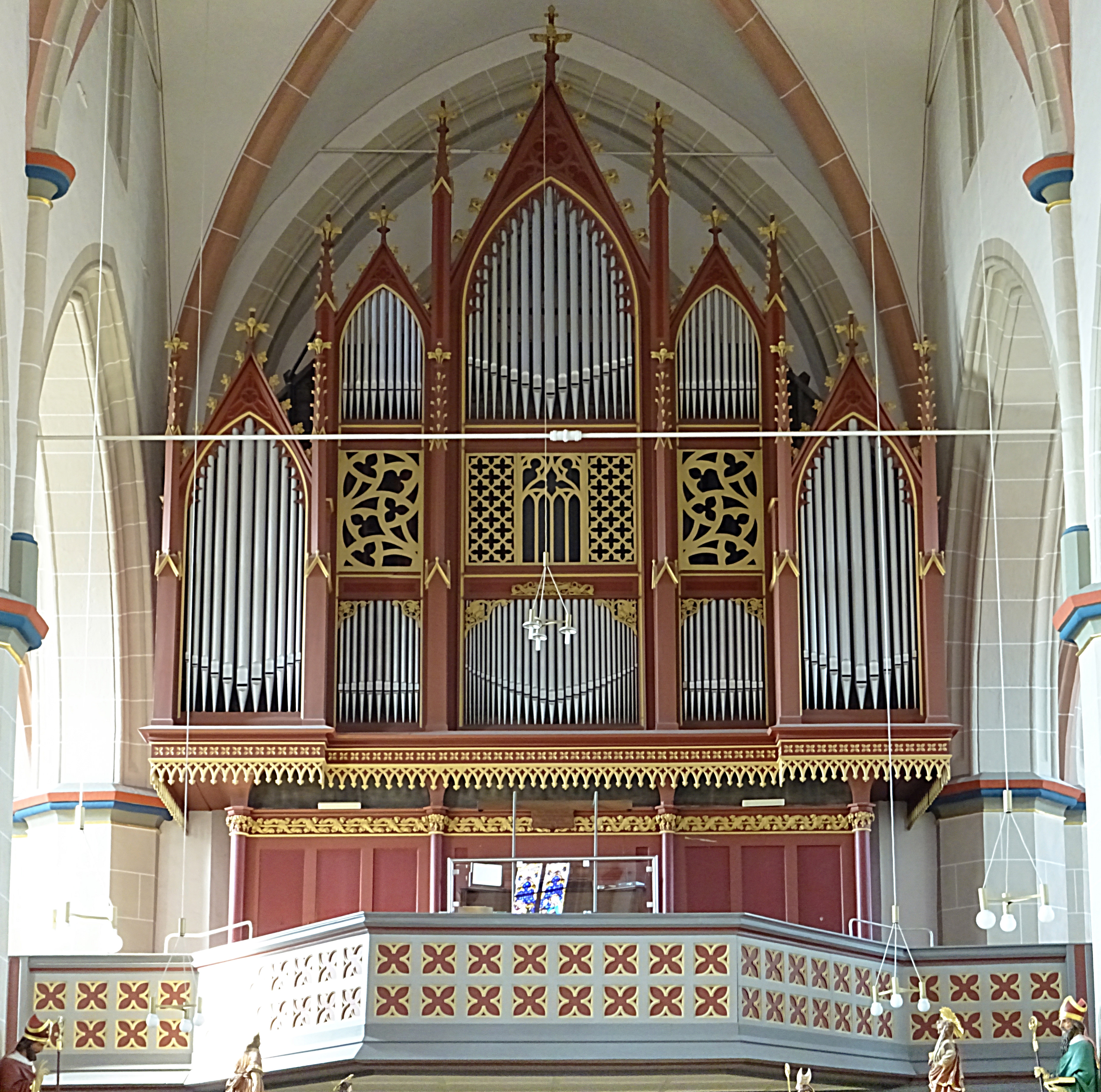
Prospekt der Feith-Orgel

  - Normalkoppeln: II/I, III/I, III/II, I/P, II/P, III/P
  - Suboktavkoppeln: I/I, II/I, III/I
  - Superoktavkoppeln: I/I, II/I, III/I, III/II, I/P, III/P
- Spielhilfen:
  - Feste Kombinationen (pp, p, mf, f, ff, tutti, Trompetenchor, Streicherchor), Crescendowalze, Piano-Pedal, ursprünglich eine freie Kombination (Ad libitum), heute zusätzlich eine moderne Setzeranlage (als Schublade ausgeführt)
  - Auslöser, Absteller (für Zungen, Koppeln, 16’-Lage, Handregister, Walze)
- Anmerkungen:

Von dieser Orgel existiert ein komplettes Sampleset, sie ist also auch virtuell spielbar.
1. 1 2  Die Register des II. und III. Manuals stehen zusammen in einem gemeinsamen Schwellkasten.
2. ↑  +2 2⁄3′
3. 1 2  Hochdruckregister
4. ↑  Kollektivzug aus Nr. 24 und Nr. 26 bis Nr. 29
5. ↑  Kombinationszug aus Nr. 36 und Nr. 39